# Барилович, Владимир Антонович
Владимир Антонович Барилович (род. 5 августа 1931) — российский учёный-энергетик.
Окончил энергомашиностроительный факультет Ленинградского политехнического института, затем аспирантуру и докторантуру там же. Кандидат (1968), доктор технических наук (1987, тема «Основы расчета и разработка гидропаровых турбин, работающих на вскипающих потоках (ГПТ), с целью использования низкопотенциальной теплоты»), профессор кафедры теоретических основ теплотехники. Заслуженный энергетик России (1999).
Основная специальность Бариловича — расчёты тепловых схем геотермальных тепловых электростанций. Разработки Бариловича были использованы при сооружении геотермальных ТЭС на Камчатке и в Дагестане.

## Из библиографии
- Вскипающие адиабатные потоки / В. А. Зысин, Г. А. Баранов, Т. Н. Парфёнова. М.: Атомиздат, 1976.

### Учебные пособия
- Техническая термодинамика : Курс лекций : Учеб. пос. / В.А. Барилович, Ю.А. Смирнов; М-во общ. и проф. обр. РФ. С.-Петерб. гос. техн. ун-т. - СПб. : Нестор, 2000. - 195 с. : ил.
- Основы технической термодинамики и теории тепло- и массообмена : учеб. пос. / В. А. Барилович, Ю. А. Смирнов. - Санкт-Петербург : Изд-во Политехн. ун-та, 2006. - 414 с. : ил.; ISBN 5-7422-1336-0